# James Wright Gordon

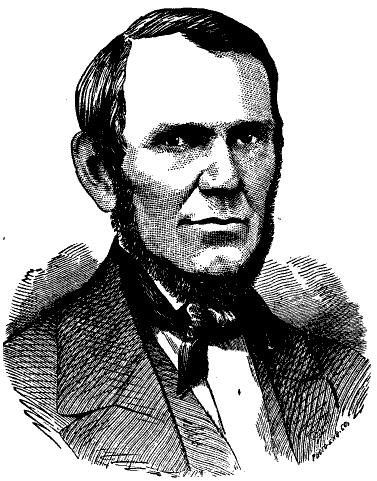
James Wright Gordon

James Wright Gordon, född 1809 i Plainfield, Connecticut, död 1853 i Pernambuco, Brasilien, var en amerikansk diplomat och politiker (whig). Han var guvernör i delstaten Michigan 1841–1842.
Gordon studerade först vid Harvard University, fortsatte sedan med juridikstudier i New York och arbetade som advokat i Michigan. Han var viceguvernör i Michigan 1840–1841. Guvernör William Woodbridge avgick 1841 och efterträddes av Gordon som innehade ämbetet fram till 3 januari 1842.
Gordon tillträdde 1850 som USA:s konsul i den brasilianska delstaten Pernambuco, ett ämbete som han innehade fram till sin död år 1853.